# Stampe & Vertongen SV-4

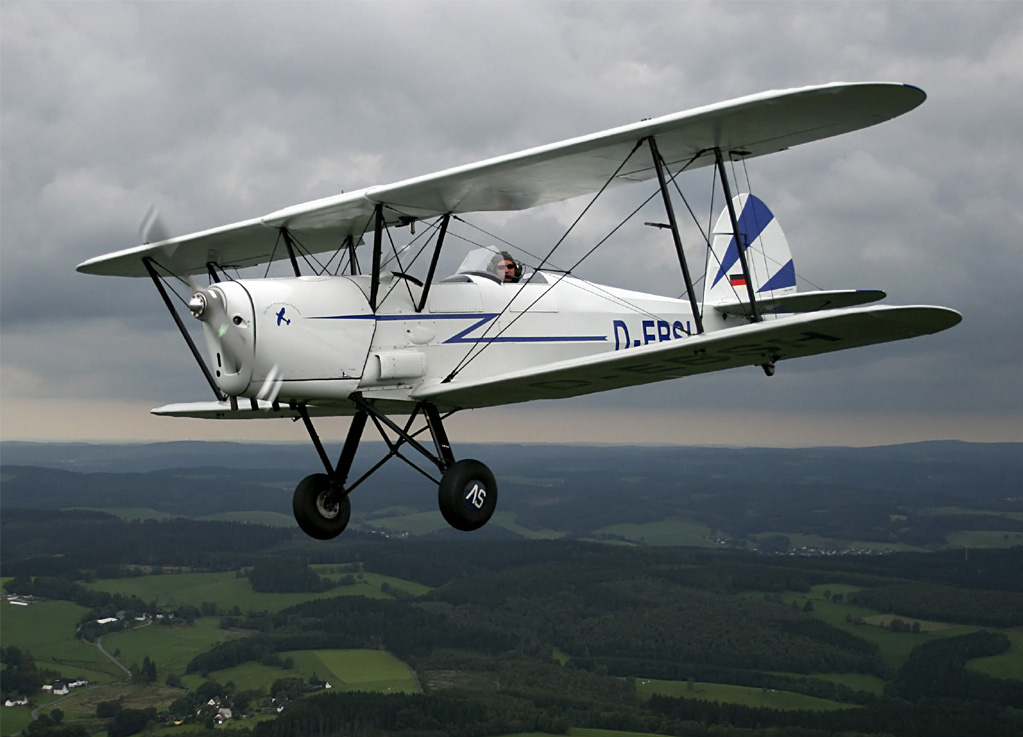
Stampe & Vertongen SV-4C (D-EBSH)

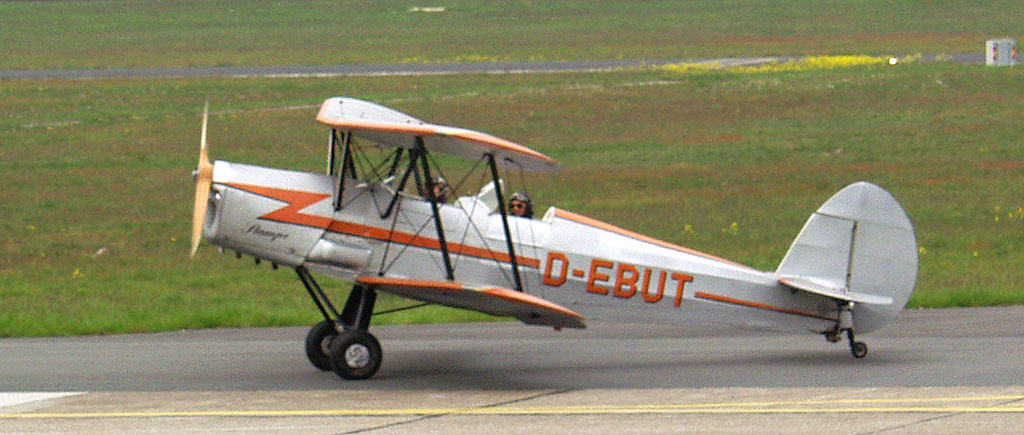
Stampe & Vertongen SV-4C (D-EBUT)

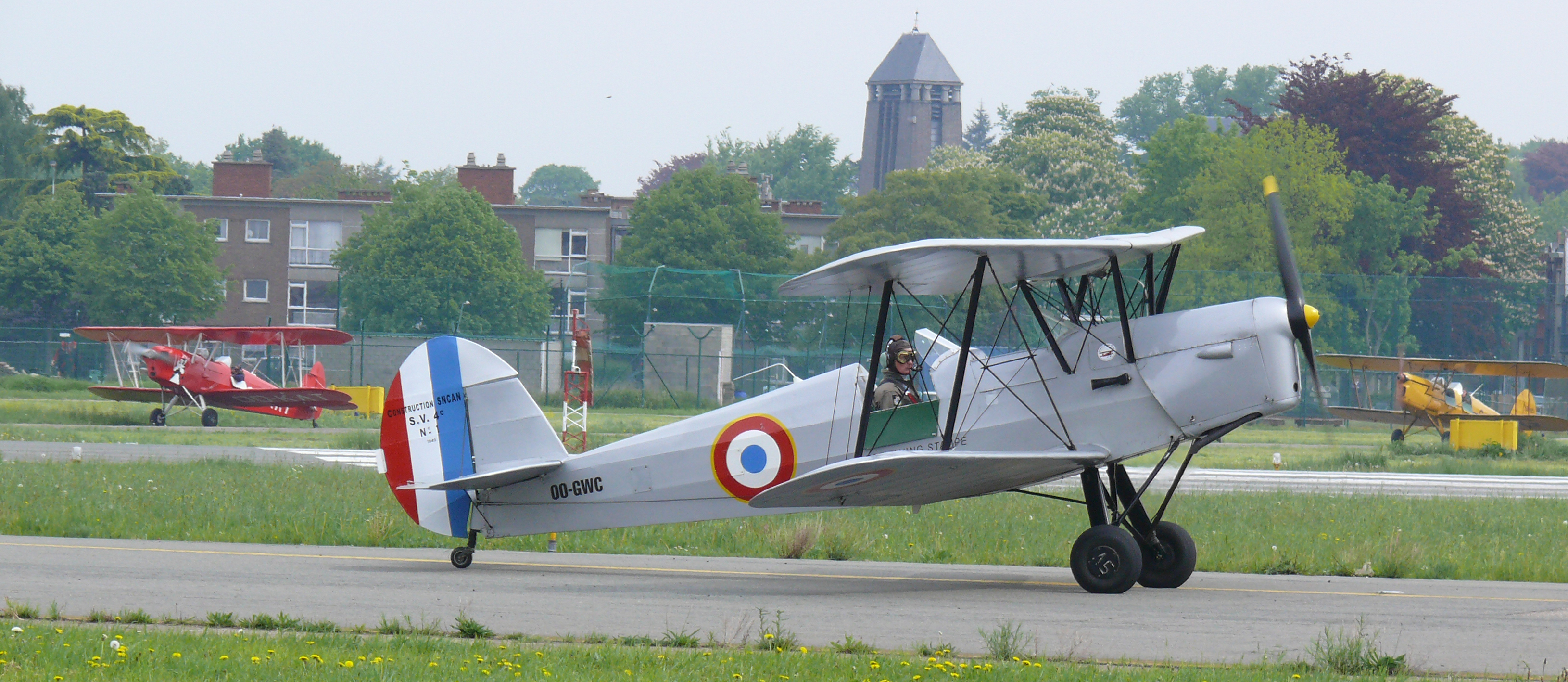
Stampe & Vertongen SV-4A OO-GWC

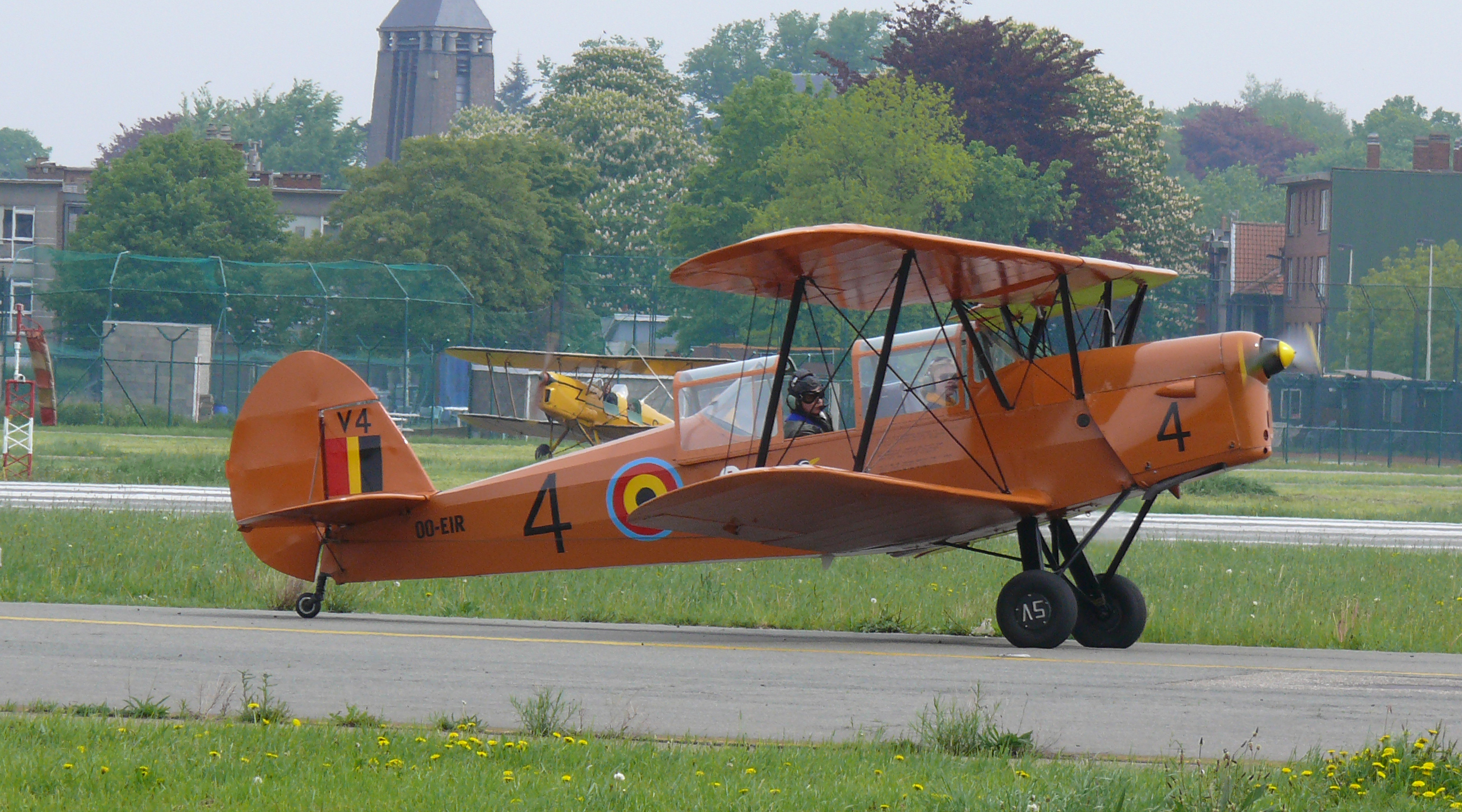
Stampe & Vertongen SV-4B V4

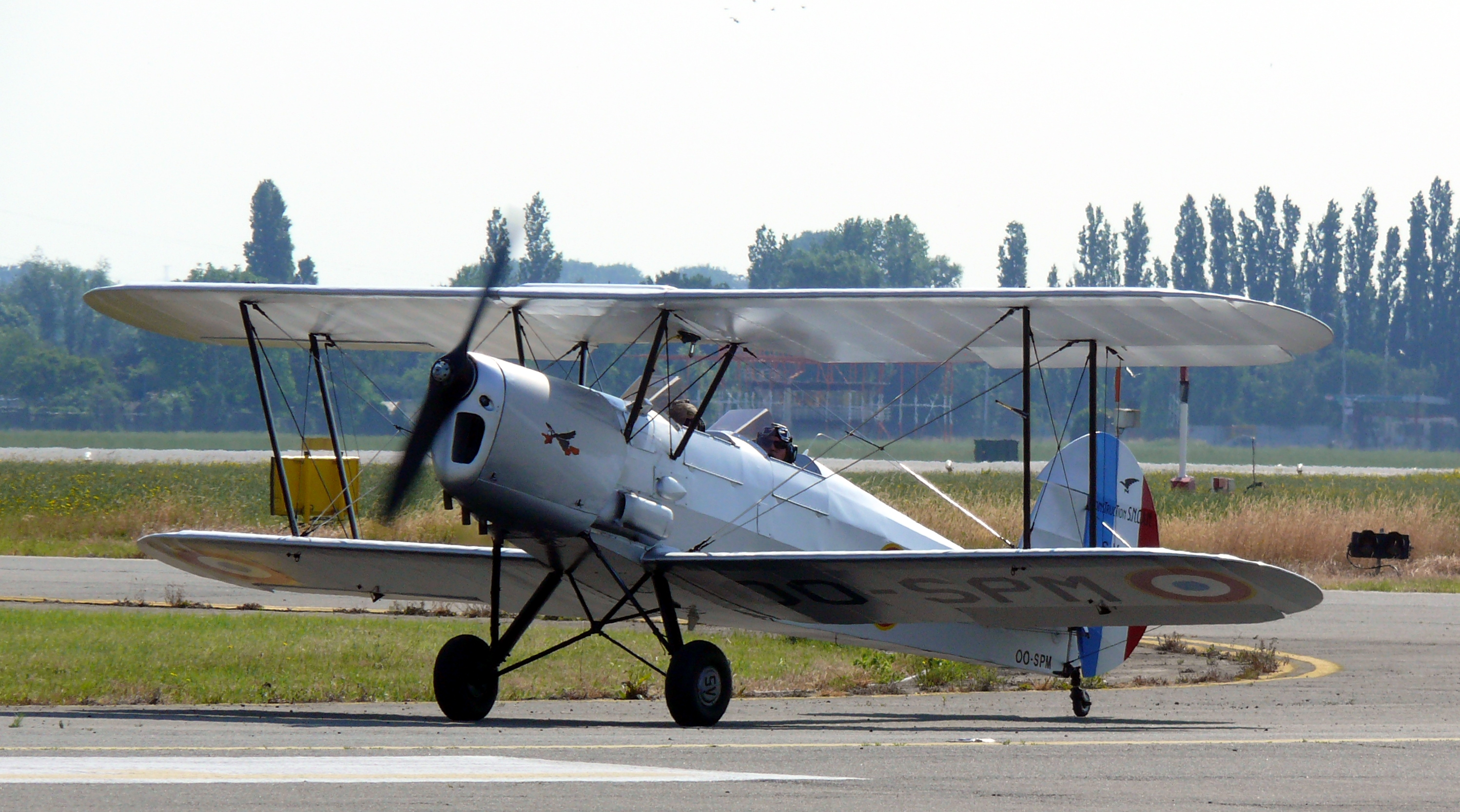
Stampe & Vertongen SV-4C OO-SPM

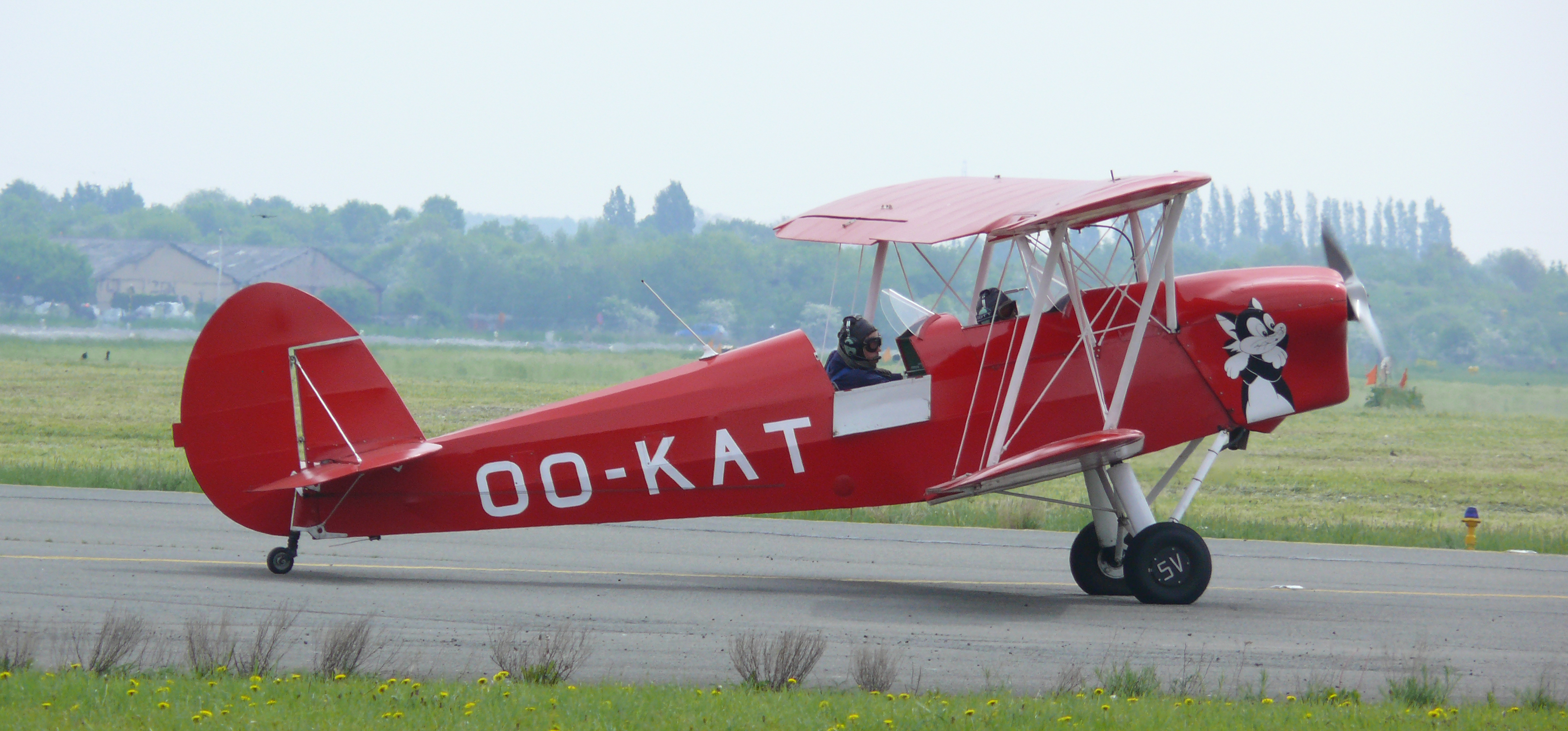
Stampe & Vertongen SV-4E OO-KAT

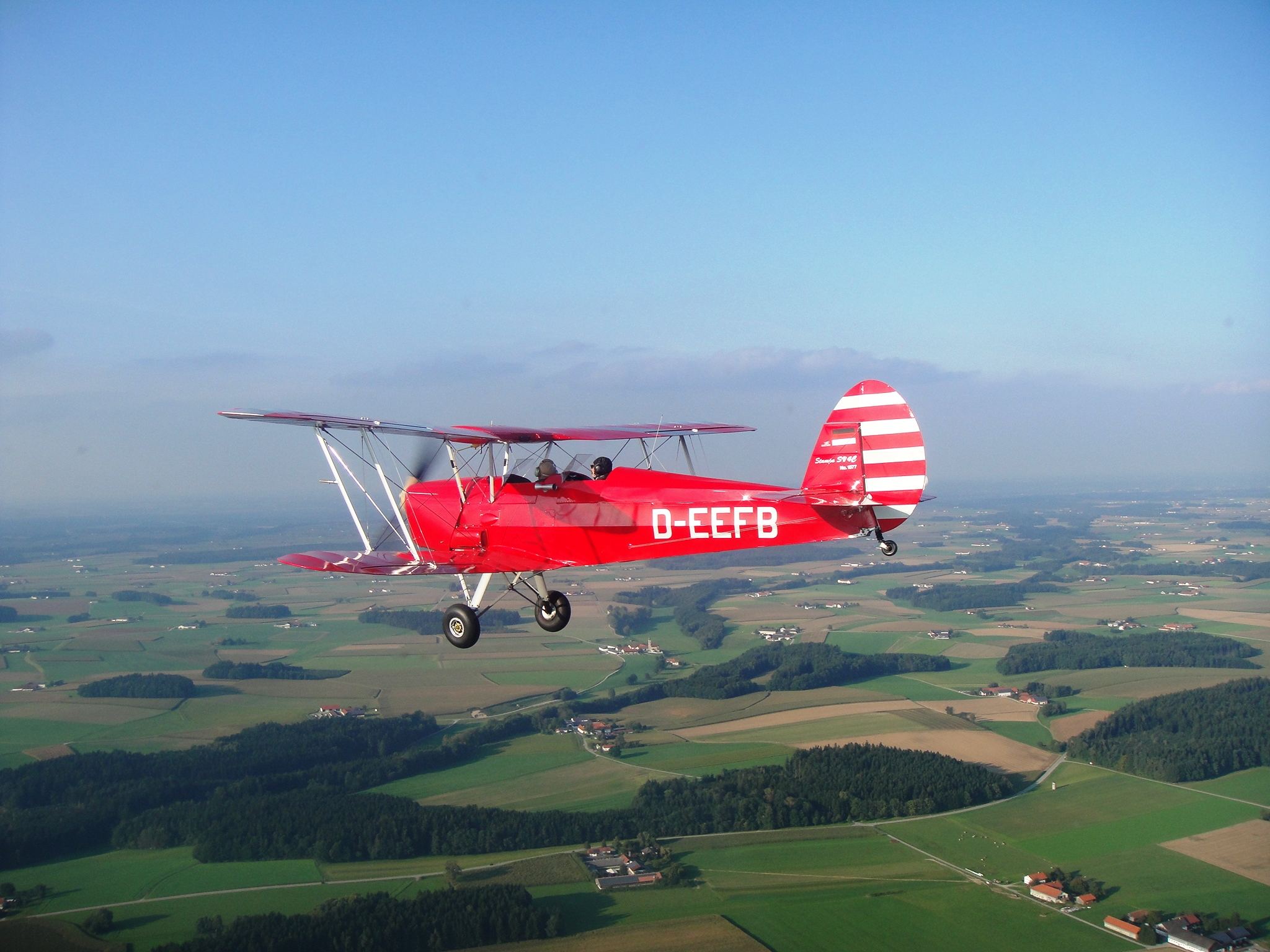
Stampe & Vertongen SV.4C (D-EEFB) über dem Chiemgau

Die Stampe & Vertongen SV-4 ist ein kunstflugtaugliches Doppeldecker-Flugzeug aus den 1930er-Jahren.

## Geschichte
Im Jahre 1932 wurde der Konstrukteur von Stampe & Vertongen, Georges Ivanow, mit der Konstruktion einer neuen Maschine beauftragt, der SV-4. Diese lehnte sich deutlich an die De Havilland „Tiger Moth“ an, die von der Firma in Belgien vertrieben wurde. Der Erstflug fand am 13. Mai 1933 statt.
Nach dem Absturz der zweimotorigen SV-10 im Jahre 1935, bei dem Georges Ivanow und Leon Stampe (der Sohn von Jean) starben, brachen Stampe & Vertongen alle weiteren Konstruktions- und Bautätigkeiten ab und konzentrierten sich auf Wartungsarbeiten. Nach den wiederholten Bitten von Elza Leyzen, einer ehemaligen Flugschülerin von Jean Stampe, eröffnete Stampe & Vertongen noch einmal die Produktionslinie für die SV-4. Als neuer Konstrukteur konnte B. Demidoff engagiert werden.
In Frankreich stellte Nord Aviation die SV-4 C mit Renault-Motor in Lizenz her.

## Konstruktion
Das Modell SV-4C ist mit einem 145 PS leistenden hängenden 4-Zylinder-Motor Renault P-PEI ausgestattet, mit dem es maximal 198 km/h erreicht. Der Motor wird mit Druckluft aus einer mitgeführten Druckluftflasche gestartet, die durch einen kleinen, vom Motor betriebenen Kompressor wieder aufgefüllt wird. Falls nach mehreren erfolglosen Startversuchen die Flasche leer ist, kann der Motor auch von Hand angeworfen werden.
Das Flugzeug ist kunstflugtauglich, wenn auch einige Figuren nicht zugelassen oder zeitlich beschränkt sind. Modelle mit Trockensumpfschmierung sind auch rückenflugtauglich. Der Rumpf ist aus verspannten Eschenholz-Leisten aufgebaut und mit Stoff bespannt. Die Tragflächen wie auch das Leitwerk sind ebenfalls aus Holz gebaut. Nur Beschläge, die Verspannungen und Stiele, der Tank sowie die Motoraufhängung bestehen aus Metall.
Im Gegensatz zur Tiger Moth besitzt die Stampe & Vertongen SV-4 an beiden Tragflächen Querruder und ist somit besonders wendig um die Längsachse. Das Flugzeug ist zweisitzig und hat Doppelsteuerung. Es wird beim einsitzigen Flug aus Gründen des Schwerpunkts vom hinteren Sitz aus gesteuert. Die SV-4 verfügt über ein starres Spornradfahrwerk. Die Räder besitzen mechanische Bremsen.

## Verwendung
Die belgische Luftwaffe wollte nach dem Zweiten Weltkrieg ihre D.H.82 „Tiger Moth“ ersetzen und bestellte im Jahre 1947 65 SV-4B für die „Ecole de Pilotage Elementaire“ (Basic Flying Training). Die künftigen Piloten begannen ihr Flugtraining auf SV-4B, bis diese im Jahre 1969 durch SIAI-Marchetti SF.260 ersetzt wurden.
Von der Stampe & Vertongen SV-4 wurden insgesamt etwa 1000 Stück für die Grundausbildung bei der französischen und belgischen Luftwaffe gebaut. Die letzte SV-4B wurde erst am 7. Oktober 1955 fertiggestellt. Heute existieren in Deutschland noch etwa 15 Flugzeuge dieses Typs.

## Technische Daten (SV-4 C)
| Kenngröße             | Daten |
| --------------------- | --- |
| Spannweite            | 8,40 m |
| Länge                 | 6,90 m |
| Höhe                  | 2,60 m |
| Flügelfläche          | 18,00 m² |
| Leermasse             | 505 kg |
| maximale Startmasse   | 780–825 kg |
| Triebwerk             | ein luftgekühlter Vierzylinder-Reihenmotor Typ de Havilland Gipsy Major 10 mit 107 kW Startleistung oder Renault PO3 oder PO5 mit zwei Ölpumpen jeweils 107 kW aus 7,6 l Hubraum. |
| Höchstgeschwindigkeit | 275 km/h |
| Reisegeschwindigkeit  | 150 km/h |
| Dienstgipfelhöhe      | 5000 m |
| Reichweite            | 450 km mit 80 km Reserve |

## Trivia
Im Kinofilm Indiana Jones und der letzte Kreuzzug entkommen Indiana Jones und sein Vater mit einer SV-4, die im Film ein deutsches Flugzeug darstellen soll, vor ihren Verfolgern im Zeppelin.